# ATM Adaptation Layer
Als ATM Adaptation Layer (AAL, gelegentlich auch ATM Adaption Layer) bezeichnet man eine Protokollschicht im ATM-Protokoll. Durch sie wird die Codierung innerhalb der ATM-Zellen und die Übertragungsklasse festgelegt.
Von den fünf heute existierenden ATM Adaptation Layers hat sich der AAL 5 für die typische Datenkommunikation praktisch durchgesetzt. Bewegtbilder, die in unkomprimierter Form eine konstante Datenrate (CBR) voraussetzen, wie sie beispielsweise durch AAL 1 realisiert wird, werden heute normalerweise mit Verfahren wie MPEG-1 oder MPEG-2 stark komprimiert. Somit ist die Datenrate bei der Übertragung der Änderungen von Bild zu Bild sehr variabel und die Informationen können auch über den AAL 5 transportiert werden.

## Dienstklassen

### AAL 1
Diese Dienstklasse erlaubt die Übertragung eines echtzeitfähigen Dienstes wie Sprachübertragung mit konstanter Datenrate über ein ATM-Netz. Mit AAL 1 wird eine Leitungsvermittlung emuliert.

### AAL 2
Die Dienstklasse AAL 2 existiert in zwei Varianten. Die alte Variante wurde nie benutzt, sodass die Bezeichnung neu vergeben wurde. Sie taucht aber in alten Lehrbüchern mit dem Hinweis auf Videoübertragung noch auf.
Die neue Variante wurde vor allem unter dem Gesichtspunkt der Übertragung von Mobilfunk-Sprachdaten zwischen Basisstationen und Festnetz konzipiert. Mobilfunk-Sprachdaten sind für wesentlich geringere Datenraten als Festnetzsprache kodiert. Dadurch war eine Transportklasse gewünscht, die kleine variable Pakete (mit einer Länge von 1 bis 45/64 Byte) auf zusätzliche Subkanäle multiplexen kann. Diese Kanäle werden anhand der Channel Identification (CID) im AAL-2-Paketheader unterschieden. ATM-Zellen können überlappend mit AAL-2-Paketen aufgefüllt werden. Um eine gewisse Echtzeitfähigkeit zu wahren, kann nach Ablauf einer vorgegebenen Zeit auch eine erst halbvolle Zelle abgeschickt werden.
Die Ablösung von ATM als solchem, und damit auch AAL 2 in Mobilfunknetzen, wurde bereits 2003 mit der Spezifizierung für 3G (UMTS) unter dem Stichwort All-IP begonnen) und ist in jüngeren Mobilfunknetzen (3G, 4G) inzwischen durchgehend implementiert.

### AAL 3/4
AAL 3 und 4 stellen einen Dienst für die traditionelle Datenübertragung bereit, d. h. ohne Echtzeitfähigkeiten und mit einer variablen Datenrate. Da aufgrund des Protokoll-Overheads nur 44 Nutzdatenbytes pro Zelle übertragen werden können, stellt dies eine schlechte Auslastung der Ressourcen dar. Diese Dienstklasse ist zwar spezifiziert, aber ohne Bedeutung in der Praxis.

### AAL 5
AAL 5 stellt eine im Gegensatz zu AAL 3/4 deutlich effizientere Dienstklasse für die Datenübertragung bereit. Der Schichtaufbau entspricht dem AAL 3/4, allerdings in deutlich vereinfachter Form. Da alle Zellen streng sequentiell übertragen werden, ist das Multiplexen mehrerer AAL-Verbindungen auf eine ATM-Verbindung nicht mehr möglich. Zudem gibt es nur einen relativ geringen Overhead.
Diese Dienstklasse wird benutzt, um Ethernet oder IP-Pakete über ATM-Netze zu übertragen. Beispielsweise überträgt ein DSL-Modem PPPoE-Daten mittels AAL 5 zum DSLAM.
Ein Paket wird dabei auf mehrere Zellen aufgeteilt. Nur die letzte Zelle, die durch das Payload-Type-Feld (PT) besonders gekennzeichnet ist, enthält in den letzten 8 Bytes den AAL-5-Trailer, der unter anderem die Länge des Paketes und eine Checksumme (Zyklische Redundanzprüfung – ZRP, engl. CRC) enthält.